# Petra Grill

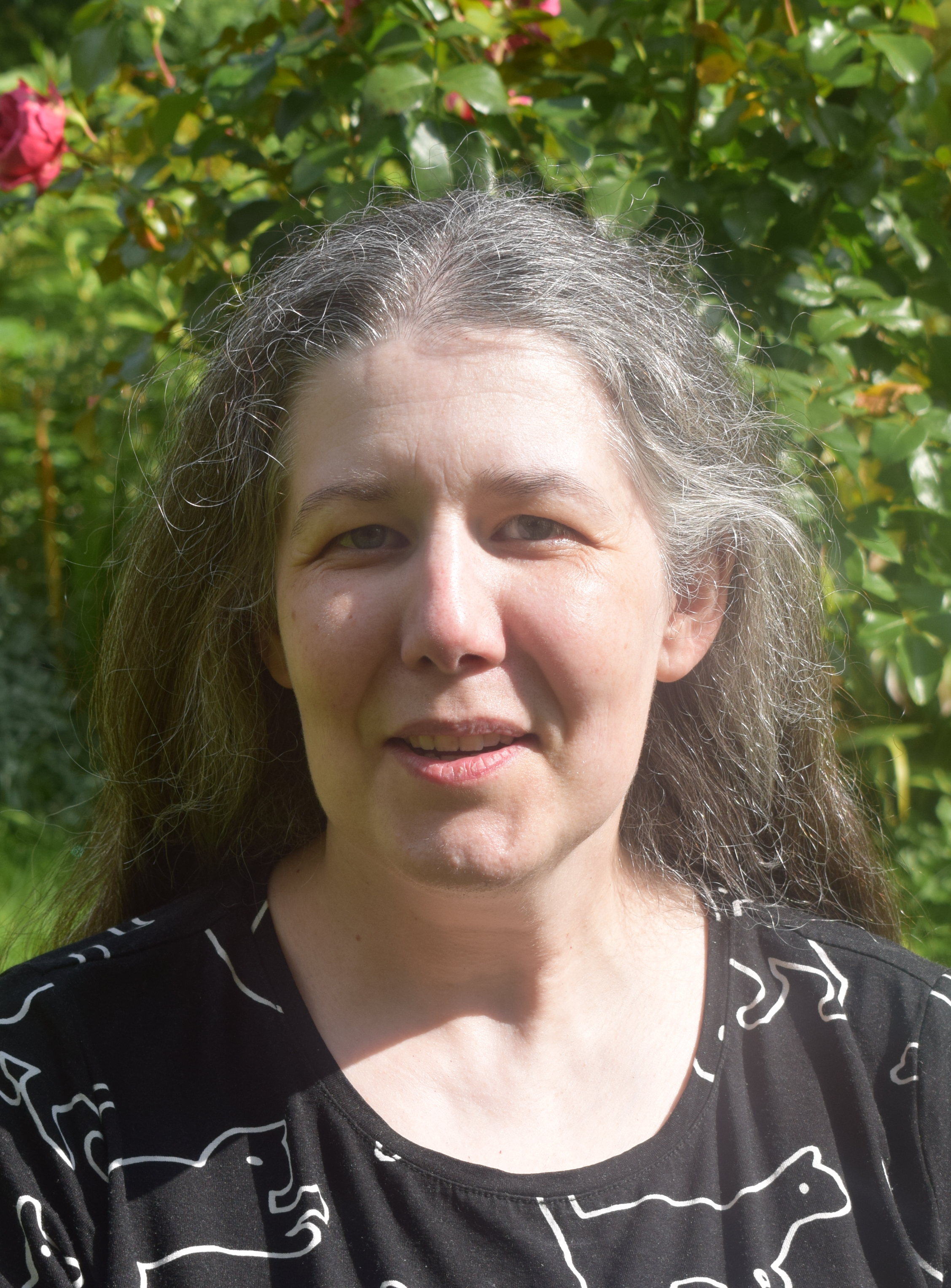
Petra Grill

Petra Grill (* 11. März 1972 in Erding) ist eine deutsche Schriftstellerin, die zunächst unter dem Pseudonym Josefa vom Jaaga veröffentlichte. 
Mit dem Roman Oktoberfest 1900. Träume und Wagnis gelang ihr der Sprung auf die Spiegel-Bestsellerliste. Er wurde ebenso wie ihr nachfolgender Roman Ein Hauch von Amerika in der ARD verfilmt. Ihren Roman Charité. Neue Wege verfasste sie zusammen mit Ulrike Schweikert als Fortsetzung der erfolgreichen Reihe über die traditionsreiche Berliner Universitätsklinik. 
Petra Grill lebt in Altenerding und ist hauptberuflich in einer Münchener Versandbuchhandel tätig.

## Werke
- 2011: Das Herzogsgut. Ein Kriminalfall aus dem frühmittelalterlichen Erding. Books on Demand, Norderstedt.
- 2014: Otkers Urkunde. Fulcko und Lantpert ermitteln. Books on Demand, Norderstedt.
- 2017: Eine Bayerische Hochzeit. Band 1: Karoline. Band 2: Auguste. Books on Demand, Norderstedt.
- 2018: Ein General und Schandmaul. Books on Demand, Norderstedt.
- 2019: Auf der Treppe. Eine sachliche Romanze. Books on Demand, Norderstedt.
- 2020: Oktoberfest 1900. Träume und Wagnis. Fischer/Krüger, Frankfurt/Main, ISBN 978-3810500571.
- 2021: Ein Hauch von Amerika. Wilhelm Heyne, München, ISBN 978-3453425903.
- 2022: Mit Ulrike Schweikert: Charité. Neue Wege. Rowohlt, Hamburg, ISBN 978-3-499-00856-6.
- 2024: Die Mondtänzerin. Wilhelm Heyne, München. ISBN 978-3-453-42731-0.